# Vladimir Nazlymov
Vladimir Nazlymov (en russe Владимир Аливерович Назлымов, né le 1er novembre 1945 au Daghestan) est un escrimeur soviétique pratiquant le sabre. Il a été trois fois champion olympique de sabre avec l’équipe d’URSS en 1968, 1976 et 1980.
Nazlymov a été huit fois champion du monde entre 1969 et 1980. Il a gagné deux titres mondiaux individuels en 1975 et 1979.
Après sa carrière de tireur, Nazlymov a émigré vers les États-Unis où il est devenu un maître d'armes à succès, prenant une grande part dans le boum du sabre américain à la fin des années 1990.

## Palmarès
- Jeux olympiques :
  -  Champion olympique de sabre par équipe aux Jeux olympiques de 1968 à Mexico
  -  Champion olympique de sabre par équipe aux Jeux olympiques de 1976 à Montréal
  -  Champion olympique de sabre par équipe aux Jeux olympiques de 1980 à Moscou
  -  Médaille d’argent au sabre individuel aux Jeux olympiques de 1976 à Montréal

- -  Médaille d’argent au sabre par équipe aux Jeux olympiques de 1972 à Munich
  -  Médaille de bronze au sabre individuel aux Jeux olympiques de 1972 à Munich

- Championnats du monde d'escrime :
  -  Champion du monde au sabre individuel aux Championnats du monde d'escrime 1975
  -  Champion du monde au sabre individuel aux Championnats du monde d'escrime 1979
  -  Champion du monde au sabre par équipe aux Championnats du monde d'escrime 1967
  -  Champion du monde au sabre par équipe aux Championnats du monde d'escrime 1969
  -  Champion du monde au sabre par équipe aux Championnats du monde d'escrime 1970
  -  Champion du monde au sabre par équipe aux Championnats du monde d'escrime 1975
  -  Champion du monde au sabre par équipe aux Championnats du monde d'escrime 1977
  -  Champion du monde au sabre par équipe aux Championnats du monde d'escrime 1979
  -  Médaille d’argent au sabre individuel aux Championnats du monde d'escrime 1977
  -  Médaille d’argent au sabre par équipe aux Championnats du monde d'escrime 1973
  -  Médaille d’argent au sabre par équipe aux Championnats du monde d'escrime 1978
  -  Médaille de bronze au sabre individuel aux Championnats du monde d'escrime 1970
  -  Médaille de bronze au sabre individuel aux Championnats du monde d'escrime 1973
- Coupe du monde d'escrime
  - Vainqueur du classement général au sabre des Coupes du monde 1975 et 1977.